# Brian Lee
Brian Lee (nascido em 26 de Novembro de 1966) é um semi-retirado lutador de wrestling profissional estadunidense. Ele é mais conhecido pelas suas aparições na World Wrestling Federation, onde adotou a gimmick do "Impostor Undertaker", e subsequentemente fez feud ao "Undertaker Original".
Além disso, apareceu também na Extreme Championship Wrestling e conquistou campeonatos em diversas federações, como Smoky Mountain Wrestling, Continental Wrestling Association e Total Nonstop Action Wrestling. Atualmente encontra-se semi-inativo desde sua saída da TNA em 2003.

## Carreira no wrestling
- Treinamento em Circuitos Independentes (1988-1991)
- World Wrestling Federation (1991-1995, 1997-1998)
- Extreme Championship Wrestling (1996-1997)
- Circuitos independentes (1998-2002, semi-aparições entre 2004-presente)
- Total Nonstop Action Wrestling (2002-2003)

## Filme
Brian Lee também apareceu no filme de Bollywood Khiladiyon Ka Khiladi, sobre o nome de "Undertaker Impostor". No filme, o Falso Undertaker é morto após cair em uma pedra pontiaguda.

## No wrestling
- Finishers e movimentos secundários
  - Cancellation (Backbreaker rack drop)
  - Primetime Slam (Chokeslam)
  - Death Valley driver
  - Kneeling belly to belly piledriver
- Alcunhas
  - "Bulldozer" / "Bulldozer for Hire"
  - "Killdozer"
  - "Prime Time"
  - "The Deadman"

## Títulos e prêmios
- Continental Wrestling Association
  - CWA Heavyweight Championship (1 vez)
  - CWA Tag Team Championship (2 vezes) – com Robert Fuller (1) e The Grappler (1)
- Southeastern Championship Wrestling
  - NWA Southeast Tag Team Championship (1 vez) – com Jimmy Golden
- Pro Wrestling Illustrated
  - PWI o colocou como #476 dos 500 melhores wrestlers durante a PWI 500 de 2003.
- Smoky Mountain Wrestling
  - SMW Beat the Champ Television Championship (2 vezes)
  - SMW Heavyweight Championship (2 vezes)
  - SMW Tag Team Championship (2 vezes) – com Chris Candido
- Total Nonstop Action Wrestling
  - NWA World Tag Team Championship (1 vez) – com Slash
- United States Wrestling Association
  - USWA Heavyweight Championship (2 vezes)
  - USWA Unified World Heavyweight Championship (2 vezes)
  - USWA World Tag Team Championship (4 vezes) – com Robert Fuller (3) e Don Harris (1)
- World Class Wrestling Association
  - WCWA World Tag Team Championship (1 vez) – com Robert Fuller